# Богоявленская церковь (Верхоленск)
Церковь Богоявления Господня — утраченный православный храм в селе Верхоленск Иркутской губернии. Памятник архитектуры русского деревянного зодчества.
В Верхоленском остроге была тёплая деревянная Воскресенская церковь (1-я). Кроме неё начинает возводиться (1718) холодная церковь, предназначенная только для летнего богослужения и освящена (03 июля 1718) в честь Богоявления Господня. Первоначально церковь была однопредельная, позже с северной стороны к ней пристроили небольшой предел, освященный (03 июля 1744) во имя святых Афанасия и Кирилла патриархов Александрийских.
Храм представлял собой ярусную постройку со стройным восьмериком (заменён четвериком в конце XIX века) на четверике, увенчанным двумя ярусами крещатых бочек. Вертикальная направленность церкви подчёркивалась расположением окон южного фасада — по методу треугольника. Более низкий алтарь оканчивался бочечным покрытием. С западной стороны располагалась трапезная, превосходящая по площади помещение церкви. С северной и с западной стороны к трапезной примыкала закрытая паперть. В исторических документах отмечена интересная деталь: «вокруг храма вверху был ход с перилам» и, подобные балконы-галереи были традиционны для древнерусского деревянного зодчества, но к концу XIX века практически все были утрачены.
Церковь была двухэтажной. Нижний этаж приспособлен под храм, как по высоте, так и по делению этажа капитальной стеной на две половины — церковь с алтарём и трапезная, но церковь по каким то причинам не освящена. Вероятно, что 1-й этаж никогда и не предназначался для устройства храма, а являлся подклетом для церковной кладовой. На это указывает и небольшой размер окон, которые можно назвать щелями-продухами или волоковыми окнами, не подходящие для освещения церкви.
Второй этаж двухсветный — летняя церковь во имя Богоявления Господня. Первоначально церковь была бревенчатая, тёсом её обшили только в XIX веке. Тогда же значительно перестроили завершение храма и пристроили колокольню. Церковь была одной из немногих построек, на которой до конца XIX века уцелело древнее покрытие бочек лемехом. В торцы бочек были вставлены иконы.
Особого внимания заслуживает составленное очевидцами описание интерьера, в котором сохранялись древние композиционные принципы обустройства внутреннего пространства церкви. Трапезная отделялась от церкви капитальной стеной, в которой по бокам двери были устроены дополнительные проёмы. Вдоль стен располагались скамьи. На паперти стояла картина «Страшного суда», по тем временам поражающая своими размерами и глубокой проработкой сюжета, высота её была 3,5 аршина (2,5 метра), а ширина 3 аршина (2, 1 метра). Она была написана на холсте и вставлена в деревянную раму. Над дверями, располагались древние, выполненные на досках иконы из 1-й Воскресенской церкви. Богоявленский храм — единственная известная церковь начала XVIII века, которая имела на восточной стороне трапезной — хоры.
В самой церкви сохранялись иконы древнего письма, только иконостас главного предела был обновлён (1860). В пределе Афанасия и Кирилла на престол был возложен антиминс, подписанный рукою епископа Иркутского и Нерчинского — Софрония, впоследствии канонизированного.
Отдельно от церкви стояла массивная колокольня, устроенная, по преданию, над одной из сторожевых башен Верхоленского острога. В конце XIX века её перебрали и пристроили к Богоявленской церкви (1900).
Памятник являлся редким для Сибири образцом деревянной церкви с крещатой бочкой в завершении. Эта форма покрытия была занесена сюда в середине XVII века поселенцами, но в дальнейшем не получила широкого распространения и в Сибири известны лишь единичные храмы под крещатыми бочками.
Церковь находилась под государственной охраной (с 1925), как памятник архитектуры, но до наших дней не уцелела.